# Saasen
Saasen is een dorpje in de gemeente Neuenstein in de Landkreis Hersfeld-Rotenburg, Hessen, Duitsland. Saasen heeft 159 inwoners.